# HEC Paris Innovation & Entrepreneurship Center

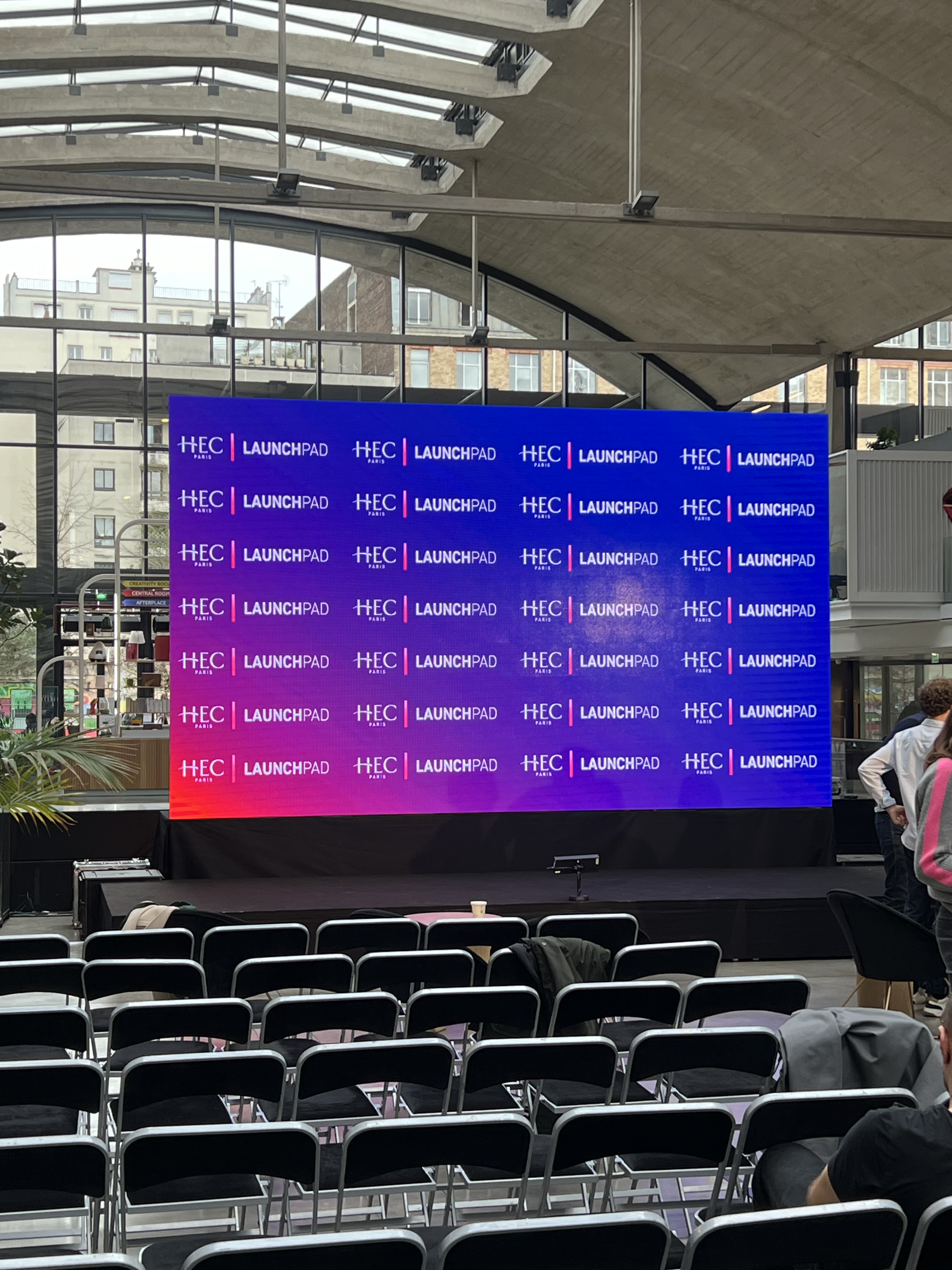
HEC Paris Startup Launchpad Demo Day 2024 má Station F

HEC Paris Innovation & Entrepreneurship Institute je centrum vytvořené na podporu inovací a podnikání na HEC Paris.

## Podrobnosti
Centrum je součástí Station F a nachází se jak v Paříži, tak v Jouy-en-Josas. Kolem 500 studentů je zapsáno do tříd ve třech stupních školního roku (Master of Science X-HEC Entrepreneurs; Master of Science in Innovation and Entrepreneurship a Executive Master of Science in Innovation an Entrepreneurship). Centrum spolupracuje s Institut polytechnique de Paris (přesněji École polytechnique) a Coursera. Kurzy vyučované prostřednictvím centra zahrnují Kreativita, Globální podnikání, Podnikatelský marketing, New Venture Creation, Venture Finance, Podnikatelský prodej a Social Entrepreneurship.
Centrum má několik programů pro vysokoškolské a postgraduální studenty, stejně jako pro fakulty na podporu konceptu podnikání. Několik iniciativ, které centrum zahájilo, zvýšilo povědomí o podnikání a inovacích jak v komunitě Jouy-en-Josas, tak v celé zemi.
Institut se v žebříčku „Europe's leading start-up hubs“ deníku Financial Times zařadil na čtvrté místo pro rok 2025.

## Události a aktivity
- Accélérateur ESS
- Post incubation
- HECTAR Accelerator L'Oréal Beauty Tech
- Meta X L'Oréal Accelerator Icade startup studio
- Incubateur HEC Paris
- Data for Managers
- HEC Startup Launchpad HEC Challenge +
- HEC Challenge + Afrique
- Igniting Innovation
- CDL - Creative Destruction Lab
- HEC Stand Up
- MOOCs
- Entrepreneurship & Digital Innovation
- HEC–TUM Summer Program
- Startup Sprint